# Mythoplastoides
Mythoplastoides Crosby & Bishop, 1933 è un genere di ragni appartenente alla famiglia Linyphiidae.

## Distribuzione
Le due specie oggi attribuite a questo genere sono state rinvenute in alcune località degli Stati Uniti.

## Tassonomia
Questo genere è stato tolto dalla sinonimia con Entelecara Simon, 1884 a seguito di un lavoro dell'aracnologo Crawford del 1988 e contra un analogo studio di Hackman del 1954.
A dicembre 2011, si compone di due specie:
- Mythoplastoides erectus (Emerton, 1915) — USA
- Mythoplastoides exiguus (Banks, 1892)[3] — USA

### Specie trasferite
- Mythoplastoides abruptus (Emerton, 1909); trasferita al genere Walckenaeria Blackwall, 1833.
- Mythoplastoides naraensis (Oi, 1960); trasferita al genere Parhypomma Eskov, 1992.